# Bedő Dániel
Kórodi Bedő Dániel (17. század) császári koszorús költő.
Munkája: Silloge praeceptorum prosodiae brevissima methodo concinnata. Heidelbergae, év nélkül.
Debrecenben írt 1618-ban egy dicsérő verset Pareus János Fülöphöz, midőn ez Janus Pannonius verseit kiadta. Megjelent:
Joh. Phil. Parei Delitiae poetarum Hungaricorum. Francofurti, 1619. című munkában.